# Deutsche Einband-Meisterschaft 2003/04

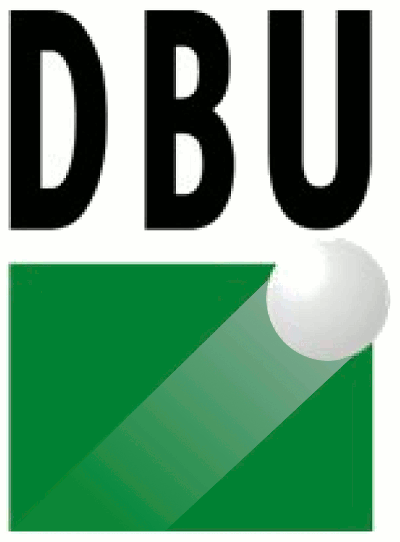
Verbandslogo: DBU

Veranstaltungsort: Hilden

Die Deutsche Einband-Meisterschaft 2003/04 ist eine Billard-Turnierserie und fand vom 20. bis zum 21. September 2003 in Hilden zum 50. Mal statt.

## Geschichte
In den Gruppenspielen hatte Axel Büscher gegen Wolfgang Zenkner noch gewonnen. Im Endspiel war er dann aber chancenlos gegen den neuen Meister. Es gab eine deftige 14:100-Niederlage in neun Aufnahmen. Seine erste Medaille im Einband gewann der Hamburger Arnd Riedel durch einen Sieg gegen Robert Pragst.
Die Ergebnisse stammen aus der Österreichischen Billard-Zeitung Billard.

## Modus
Gespielt wurde in drei Vierergruppen bis 100 Punkte oder 20 Aufnahmen. Die drei Gruppensieger und der beste Gruppenzweite kamen danach in die K.o.-Spiele des Halbfinales. Ab hier wurde bis 100 Punkte ohne Aufnahmenbegrenzung gespielt. 
Die Endplatzierung ergab sich aus folgenden Kriterien:
1. Matchpunkte (MP)
2. Generaldurchschnitt (GD)
3. Bester Einzeldurchschnitt (BED)
4. Höchstserie (HS)

## Teilnehmer (alphabetisch)
1. Thomas Wildförster (Hilden), Titelverteidiger
2. Axel Büscher (Bergisch Gladbach)
3. Sven Daske (Hamburg)
4. Markus Dömer (Dortmund)
5. Ludger Havlik (Bochum)
6. Markus Melerski (Bochum)
7. Udo Mielke (Essen)
8. Thomas Nockemann (Bochum)
9. Robert Pragst (Berlin)
10. Arnd Riedel (Hamburg)
11. Dieter Steinberger (Kempten)
12. Wolfgang Zenkner (Hilden)

### Gruppenphase
| Platz                     | Name               | MP  | Pkte. | Aufn. | GD   | BED  | HS |
| ------------------------- | ------------------ | --- | ----- | ----- | ---- | ---- | -- |
| 1                         | Robert Pragst      | 4:2 | 280   | 38    | 7,36 | 7,14 | 47 |
| 2                         | Ludger Havlik      | 4:2 | 290   | 49    | 5,91 | 6,66 | 32 |
| 3                         | Thomas Wildförster | 2:4 | 230   | 40    | 5,75 | 7,14 | 34 |
| 4                         | Sven Daske         | 2:4 | 157   | 41    | 3,82 | 8,33 | 40 |
| Gruppendurchschnitt: 5,69 |                    |     |       |       |      |      |    |

| Platz                     | Name               | MP  | Pkte. | Aufn. | GD   | BED  | HS |
| ------------------------- | ------------------ | --- | ----- | ----- | ---- | ---- | -- |
| 1                         | Arnd Riedel        | 6:0 | 214   | 57    | 4,19 | 9,09 | 42 |
| 2                         | Markus Dömer       | 4:2 | 268   | 41    | 6,53 | 7,69 | 35 |
| 3                         | Dieter Steinberger | 2:4 | 240   | 56    | 4,28 | 5,26 | 34 |
| 4                         | Markus Melerski    | 0:6 | 158   | 52    | 3,03 | –    | 18 |
| Gruppendurchschnitt: 4,27 |                    |     |       |       |      |      |    |

| Platz                     | Name             | MP  | Pkte. | Aufn. | GD   | BED   | HS |
| ------------------------- | ---------------- | --- | ----- | ----- | ---- | ----- | -- |
| 1                         | Axel Büscher     | 4:2 | 294   | 38    | 7,73 | 10,00 | 53 |
| 2                         | Wolfgang Zenkner | 4:2 | 246   | 33    | 7,45 | 16,66 | 55 |
| 3                         | Thomas Nockemann | 4:2 | 194   | 42    | 4,61 | 6,25  | 35 |
| 4                         | Udo Mielke       | 0:6 | 102   | 45    | 2,26 | –     | 24 |
| Gruppendurchschnitt: 5,29 |                  |     |       |       |      |       |    |

### Finalrunde
| 1. Halbfinale    |     |     |    |      |      |    |
| Arnd Riedel      | 0:2 | 68  | 16 | 4,25 | –    | 26 |
| Wolfgang Zenkner | 2:0 | 100 | 16 | 6,25 | 6,25 | 36 |

| 2. Halbfinale |     |     |    |       |       |    |
| Axel Büscher  | 2:0 | 100 | 10 | 10,00 | 10,00 | 35 |
| Robert Pragst | 0:2 | 52  | 10 | 5,20  | –     | 21 |

| Spiel um Platz 3 |     |     |    |      |      |    |
| Arnd Riedel      | 2:0 | 100 | 20 | 5,00 | 5,00 | 48 |
| Robert Pragst    | 0:2 | 78  | 20 | 3,90 | –    | 21 |

| Finale           |     |     |   |       |       |    |
| Wolfgang Zenkner | 2:0 | 100 | 9 | 11,11 | 11,11 | 26 |
| Axel Büscher     | 0:2 | 14  | 9 | 1,55  | –     | 9  |

### Abschlusstabelle
| MP    | Match Punkte (Sieger = 2; Unentschieden = 1; Verlierer = 0) |
| SV    | Satzverhältnis (nur bei Turnieren im Satzsystem)            |
| Pkte. | Erzielte Karambolagen                                       |
| Aufn. | benötigte Aufnahmen                                         |
| GD    | Generaldurchschnitt                                         |
| MGD   | Mannschafts-Generaldurchschnitt                             |
| BED   | Bester Einzeldurchschnitt eines Spielers                    |
| BEMD  | Bester Einzeldurchschnitt einer Mannschaft                  |
| BSD   | Bester Satzdurchschnitt eines Spielers                      |
| HS    | Höchstserie                                                 |
| WRP   | Weltranglistenpunkte                                        |

| Klassement                | Klassement         | Klassement | Klassement | Klassement | Klassement | Klassement | Klassement | Klassement | Klassement | Klassement |
| Platz                     | Name               | MP         | Pkte.      | Aufn.      | GD         | BED        | HS         |            |            |            |
| ------------------------- | ------------------ | ---------- | ---------- | ---------- | ---------- | ---------- | ---------- | ---------- | ---------- | ---------- |
| 1                         | Wolfgang Zenkner   | 8:2        | 446        | 58         | 7,68       | 16,66      | 55         |            |            |            |
| 2                         | Axel Büscher       | 6:4        | 408        | 57         | 7,15       | 10,00      | 53         |            |            |            |
| 3                         | Arnd Riedel        | 8:2        | 382        | 87         | 4,39       | 9,09       | 48         |            |            |            |
| 4                         | Robert Pragst      | 4:6        | 410        | 68         | 6,02       | 11,11      | 47         |            |            |            |
| 5                         | Markus Dömer       | 4:2        | 268        | 41         | 6,53       | 7,69       | 35         |            |            |            |
| 6                         | Ludger Havlik      | 4:2        | 290        | 49         | 5,91       | 6,66       | 32         |            |            |            |
| 7                         | Thomas Nockemann   | 4:2        | 194        | 42         | 4,61       | 6,25       | 35         |            |            |            |
| 8                         | Thomas Wildförster | 2:4        | 230        | 40         | 5,75       | 7,14       | 34         |            |            |            |
| 9                         | Dieter Steinberger | 2:4        | 240        | 56         | 4,28       | 5,26       | 34         |            |            |            |
| 10                        | Sven Daske         | 2:4        | 157        | 41         | 3,82       | 8,33       | 40         |            |            |            |
| 11                        | Markus Melerski    | 0:6        | 158        | 52         | 3,03       | –          | 18         |            |            |            |
| 12                        | Udo Mielke         | 0:6        | 102        | 45         | 2,26       | –          | 24         |            |            |            |
| Turnierdurchschnitt: 5,16 |                    |            |            |            |            |            |            |            |            |            |